# Otto Röhr
Franz Hermann Otto Röhr (* 22. November 1891 in Magdeburg; † 8. Januar 1972 in Arnsberg) war ein deutscher Leichtathlet.
Bei den Olympischen Spielen 1912 in Stockholm stellte er in der 4-mal-100-Meter-Staffel zusammen mit Max Herrmann, Erwin Kern und Richard Rau den ersten offiziellen Weltrekord in dieser Disziplin auf (42,3 s). Im Finale jedoch wurde das deutsche Quartett nach einem Wechselfehler disqualifiziert. Röhr startete auch im Hochsprung, wo er in der Qualifikation ausschied, und im Zehnkampf, wo er nach vier Disziplinen aufgab.
1915 und 1919 wurde er Deutscher Meister im 110-Meter-Hürdenlauf.
Otto Röhr startete für den SC Charlottenburg und den Dortmunder SC 95.

## Persönliche Bestleistungen
- 110 m Hürden: 15,9 s, 28. Juni 1914, Berlin
- Hochsprung: 1,80 m, 1. September 1912, Berlin